# Totò cherche un appartement
Pour plus de détails, voir Fiche technique et Distribution.
Totò cherche un appartement (italien : Totò cerca casa) est un  film de comédie italien, réalisé par Mario Monicelli et Steno en 1949. Le film est stylistiquement lié au néoréalisme italien, même s'il peut être considéré comme en étant une parodie. Il a été un succès commercial, le troisième film concernant les entrées cette année-là.

## Synopsis
En Italie, après la guerre, le problème de chaque citoyen est de trouver un toit. Beniamino Lomacchio (Totò) est l'une des nombreuses personnes sans domicile et, avec sa famille, il vit dans une salle de classe d'une école encore fermée, mais les cours reprennent en septembre. Beniamino est pauvre et ne sait pas comment faire ; il espère simplement trouver un appartement confortable, dont le loyer ne soit pas trop cher.
Beniamino trouve une place de gardien de cimetière, la famille est partagée quant à cette opportunité. Néanmoins ils restent là pendant un court moment et prennent la fuite quand ils croient voir un fantôme. Après avoir quitté cette maison, Beniamino trouve le gîte dans l'atelier d'un artiste. Mais, même ici, la famille ne partage pas l'avis de Beniamino et, à la suite d'un quiproquo, ils quittent cet atelier. Ils trouvent alors un grand appartement, mais ils sont victimes d'une arnaque car, cette fois, celui-ci est déjà loué à d'autres personnes. La famille Lomacchio finit même par loger au Colisée mais Beniamino est alors victime d'un accident de voiture. Finalement, retrouvant toujours son ancien chef de service qui se croit persécuté, il trouve enfin une nouvelle maison : un hôpital psychiatrique.

## Fiche technique
- Titre : Totò cherche un appartement
- Réalisation : Mario Monicelli - Steno
- Scénario : Age-Scarpelli, Steno, Mario Monicelli
- Photographie : Giuseppe Caracciolo
- Montage : Otello Colangeli, Renato Cinquini
- Musique : Carlo Rustichelli, Amedeo Escobar
- Costumes : Anna Maria Feo
- Producteur :
- Société de production : A.T.A. - Forum Film
- Pays d'origine :  Italie
- Langue : Italien
- Format : noir et blanc  - 1.37:1 - mono
- Genre : comédie
- Durée : 79 minutes
- Dates de sortie :
  - Italie : 9 décembre 1949
  - France : 23 février 1951

## Distribution
- Totò : Beniamino Lomacchio
- Alda Mangini : Amalia, la femme de Lomacchio
- Lia Amanda : la fille
- Mario Gattari : le fils
- Aroldo Tieri : Checchino, le fiancé
- Folco Lulli : Turco
- Enzo Biliotti : le maire
- Mario Castellani : l'arnaqueur
- Pietro De Vico : le chinois
- Flavio Forin : le veuf
- Giacomo Furia : Pasquale Saluto
- Marisa Merlini : Patronesse
- Luigi Pavese : chef de bureau